# Futsal-Ozeanienmeisterschaft 2014
Die Futsal-Ozeanienmeisterschaft 2014 fand in Païta, Neukaledonien vom 12. August bis zum 16. August 2014 statt. Es war die 10. Meisterschaft und die erste in Neukaledonien. Sie wurde in der Arène du Sud abgehalten.
Malaysia wurde als Gastnation zum Turnier eingeladen und gewann dieses auch.

## Spiele
| Pl. | Verein                 | Sp. | S | U | N | Tore    | Diff. | Punkte |
| --- | ---------------------- | --- | - | - | - | ------- | ----- | ------ |
| 1.  | Malaysia               | 4   | 3 | 0 | 1 | 021:140 | +7    | 09     |
| 2.  | Neukaledonien          | 4   | 2 | 1 | 1 | 015:130 | +2    | 07     |
| 3.  | Neuseeland             | 4   | 2 | 0 | 2 | 010:600 | +4    | 06     |
| 4.  | Französisch-Polynesien | 4   | 1 | 1 | 2 | 009:130 | −4    | 04     |
| 5.  | Vanuatu                | 4   | 1 | 0 | 3 | 012:200 | −8    | 03     |

## Ehrungen
| Award              | Player                     |
| ------------------ | -------------------------- |
| Goldener Ball      | Smith Tino Ivann Pourouoro |
| Goldener Schuh     | Shamsul Zamri              |
| Goldene Handschuhe | Atta Elayyan Elias Billeh  |
| Fairplay Award     | Neuseeland                 |